# 靈比-措拜克市鎮
靈比-措拜克市鎮（丹麥語：Lyngby-Taarbæk Kommune）是丹麥的一個市鎮，位於西蘭島東北部，位於哥本哈根以北，東隔厄勒海峽與瑞典相望，屬首都大区。面積38.88平方公里，2009年人口51,532人。行政中心为孔恩斯-靈比。